# Entosthodon physcomitrioides
Entosthodon physcomitrioides là một loài Rêu trong họ Funariaceae. Loài này được (Mont.) Mitt. mô tả khoa học đầu tiên năm 1859.